# Regiones de Cataluña

Regiones de Catalunya.

La región es una división territorial de Cataluña, creada por decreto del Gobierno de Cataluña, que estuvo en vigor entre el 27 de agosto de 1936 y el 1 de diciembre de 1937, cuando fue sustituida por el nombre de veguería.
En 1931 la Generalidad Republicana creó la Ponencia de División Territorial con el objetivo de sustituir la división territorial del 1833 por una nueva estructura. Después de una amplia encuesta municipal se publicó en 1933 el informe División territorial. Estudios y proyecto. Nomenclator de municipios, donde se proponía la división en 38 comarcas y 9 veguerías. Finalmente se aprobó el 27 de agosto de 1936 el decreto de División Territorial de Cataluña, cambiando el nombre de veguería por región numeradas de la I al IX:
- Región I, capital en Barcelona: Bajo Llobregat, Barcelonés, Maresme, Vallés Occidental y Vallés Oriental.
- Región II, capital en Gerona: Alto Ampurdán, Bajo Ampurdán, La Garrocha, Gironés (incluía Pla de l'Estany) y Selva.
- Región III, capital en Tarragona: Alto Campo, Alto Panadés, Bajo Panadés, Garraf y Tarragonés.
- Región IV, capital en Reus: Bajo Campo, Cuenca de Barberá, El Priorato y Ribera de Ebro.
- Región V, capital en Tortosa: Bajo Ebro, Montsiá y Tierra Alta.
- Región VI, capital en Vich: Cerdaña, Osona y Ripollés.
- Región VII, capital en Manresa: Noya, Bages, Bergadá y Solsonés.
- Región VIII, capital en Lérida: Garrigas, Noguera, Urgel, Segarra y Segriá (Plana de Urgel es posterior).
- Región IX, capital en Tremp: Alto Urgel, Pallars Jussá (incluía Alta Ribagorza), Pallars Sobirá y Valle de Arán.